# Tsentraluri stadioni Satjchere
Tsentraluri stadioni i Satjchere, ibland Dzveli stadioni, är en fotbollsstadion i staden Satjchere i Imeretien i Georgien. Stadion är hemmaplan åt Umaghlesi Liga-klubben Tjichura Satjchere och har en kapacitet för 2 040 åskådare. Planen är en konstgräsmatta.